# 滑壳柯
滑壳柯（学名：Lithocarpus levis）为壳斗科柯属的植物，为中国的特有植物。分布在中国大陆的贵州等地，生长于海拔900米至1,500米的地区，常生于山地常绿阔叶林中，目前尚未由人工引种栽培。